# Association protestante allemande
L'Association protestante allemande (également Association générale protestante allemande ou simplement Association protestante, en abrégé DPV) est une association de protestants allemands de 1863, qui, selon le § 1 de ses statuts, sur la base du christianisme protestante, promeut un "renouveau de l'Église protestante". église dans l'esprit de la liberté protestante et en accord avec tout le développement culturel de son temps ».

## Émergence
Au cours de la "nouvelle ère" au grand-duché de Bade, à partir de 1860, il y a des revendications d'autonomie de la part du Conseil de l'Église protestante, qui est auparavant géré par le Conseil supérieur de l'Église protestante, qui est subordonné au ministère de l'Intérieur. La nouvelle constitution de l'église de juin 1861 renforce la position des congrégations et introduit un synode général pour représenter le peuple de l'église. Afin de s'assurer que les forces libérales de l'Église soient représentées au synode, mais aussi d'étendre la démocratisation de l'Église et, si possible, de la mettre en œuvre également dans d'autres Églises régionales, des théologiens et des laïcs se réunissent régulièrement pour des conférences. à Durlach. La quatrième conférence de Durlach, qui se réunie en août 1863 sous la présidence du pasteur de Heidelberg Karl Zittel (de), stimule l'idée de réunions récurrentes régulières de ces protestants allemands convaincus que le chemin de la restauration ecclésiastique parcouru depuis quelques années amène le peuple allemand à un christianisme de plus en plus aliénant. Sur la base de certaines des thèses rédigées par le professeur de Heidelberg Daniel Schenkel (de), ils se sont unis pour fonder et convoquer une journée protestante allemande et déclarent que son objectif principal est d'ouvrir la voie à une représentation nationale de toute l'Église allemande.
Lors de l'assemblée préliminaire tenue à Francfort-sur-le-Main le 30 septembre 1863, à laquelle assistent 131 notables de toutes les principales églises protestantes régionales allemandes, la Journée protestante est transformée en association protestante à la suggestion de l'Association de l'Union de Berlin. L'objectif est formulé de laisser le travail théologique à la libération et à la purification de la doctrine du dogmatisme encore dominant de l'érudition protestante, d'autre part de considérer l'expansion de la vie constitutionnelle et communautaire de l'Église et la promotion de l'activité pratique de l'Église comme le principal domaine de son activité. En plus de Schenkel, Richard Rothe est particulièrement influent sur le plan théologique.
La fondation définitive de l'association a lieu lors de sa première véritable réunion à Eisenach les 7 et 8 juin 1865, en présence de 300 théologiens et 200 laïcs. Le constitutionnaliste de Heidelberg , Johann Caspar Bluntschli, dirige ces journées ainsi que les premières Journées protestantes annuelles, les réunions plénières du DPV. Selon les statuts, qui sont acceptés à l'unanimité, l'association protestante veut notamment œuvrer pour que la congrégation revienne dans ses droits par rapport à la hiérarchie et par là aussi à la vie réelle qui lui est propre ; il veut chercher à promouvoir tout ce qui exige la force morale et le bien-être du peuple, et à cette fin il veut rassembler et unir des forces fortes de tout le peuple protestant allemand.

## Éfficacité
Les membres de la DPV se réunissent dans des associations locales, de district ou d'État. Ils ont leur représentation particulière lors des congrès protestants. La direction des affaires est entre les mains d'un comité, principalement le Büreaus (à Berlin depuis 1874).
Depuis 1866 et plus encore depuis 1870, l'Association protestante est essentiellement active à la fois au sens national et lors de ses réunions exige et approuve presque toutes les mesures qui conduisent au Kulturkampf et aux changements constitutionnels dans l'Église protestante de Prusse. Cependant, son attitude libérale provoque l'opposition de nombreuses autorités ecclésiastiques en Allemagne. Dans de nombreuses églises régionales allemandes, les membres du clergé de l'Association protestante ne peuvent pas obtenir d'emploi, et en Prusse la plupart du temps pas de promotion. Ce n'est que dans l'Église d'État du Palatinat, où l'Association protestante du Palatinat, fondée en 1858, a rejoint le DPV en tant qu'organisation d'État, qu'il a son fief et acquit une influence durable 
Dans le cadre du changement réparateur de la politique ecclésiastique en Prusse, qui s'accompagne de la démission d'abord du président du Conseil supérieur de l'Église protestante prussienne, Emil Herrmann, puis du ministre de l'Éducation, Adalbert Falk, le DPV est encore plus soupçonné et perd presque partout de son importance. La fondation de la Fédération protestante (de) en 1886, qui poursuit l'anticatholicisme du DPV, y contribue également, mais a beaucoup plus de succès. Par ailleurs, la nouvelle génération de théologiens libéraux (surtout, mais pas seulement du cercle autour d'Albrecht Ritschl) se détourne de la forme de libéralisme ecclésiastique façonnée par Rothe et Schenkel.
Au tournant du siècle, l'association, qui n'a plus tenu de journées protestantes entre 1890 et 1896, peut consolider sa position. En 1910, il convoque le Congrès mondial pour le christianisme libre et le progrès religieux (de) avec d'autres groupes libéraux. Sous la direction du secrétaire général Wilhelm Schubring et du président Paul Luther (de), tous deux membres du Parti populaire allemand, le DPV peut regagner de l'influence dans la République de Weimar. Pendant l'ère national-socialiste, il essaie de maintenir une position neutre entre les chrétiens allemands et l' Église confessante. Après 1945, il rejoint la Ligue pour un christianisme libre (de).
Les organes de l'association protestante étaient entre autres les Protestantischen Flugblätter publiés à Berlin (initialement Elberfeld) et le Jahrbuch des deutschen Protestantenvereins (Elberfeld, 1869-1872). Le Protestantische Kirchenzeitung de Berlin et le Deutsches Protestantenblatt, paru à Brême, sont proches de l'association.